# Óscar Naranjo Arias
Óscar Gastón Naranjo Arias (Curicó, 20 de febrero de 1931-Santiago, 10 de febrero de 1971) fue un médico y político chileno. Fue diputado entre 1964 y 1969.

## Biografía
Hijo del exdiputado Óscar Naranjo Jara y Ema Arias Ortega. Realizó sus estudios en el Liceo de Hombres de Curicó, y posteriormente estudió Medicina en la Universidad de Chile, de donde egresó en 1958 con el título de cirujano, especializándose en pediatría posteriormente.
Trabajó en los hospitales de Curicó y Molina, así como también en el Servicio Nacional de Salud.
Se casó el 2 de enero de 1960 con María Eugenia Ostoic, con quien tuvo tres hijos: Óscar Ricardo, María Eugenia y Pedro Pablo.
Óscar Naranjo Arias falleció en Santiago el 10 de febrero de 1971, producto de una hemorragia gástrica.

## Carrera política
En 1961 fue elegido regidor por el Partido Socialista de Chile (PS) en Curicó.
Su gran salto político fue la victoria en la elección complementaria de 1964, más conocida como el «Naranjazo». Tras la muerte de su padre, que ocupaba un escaño en la Cámara de Diputados, se realizaron nuevas elecciones el 15 de marzo de 1964. Naranjo Arias se presentó en representación del Frente de Acción Popular, y logró la victoria con el 39,2% de los votos.
En las elecciones parlamentarias de 1965 fue reelecto diputado por la agrupación departamental de Curicó y Mataquito, integrando varias comisiones.
En 1967 pasó a militar en la Unión Socialista Popular, escisión del PS, fundada por Ramón Silva Ulloa y Raúl Ampuero.

## Historial electoral

### Elección complementaria de 1964
- Elección parlamentaria complementaria de 1964 para la Undécima Agrupación Departamental[1]

### Elecciones parlamentarias de 1969
- Elecciones parlamentarias de 1969  Candidato a Senador Novena Agrupación Provincial, Valdivia, Osorno y Llanquihue. Período 1969-1977[2]